# Перепілка чагарникова
Перепілка чагарникова (Perdicula asiatica) — вид куроподібних птахів родини фазанових (Phasianidae). Поширений у Південній Азії.

## Поширення
Вид поширений на Індійському субконтиненті, де трапляється в основному в Індії на північ до Гуджарату, Одіші та передгір'я Кашміру, а також у Шрі-Ланці. Повідомлялося також про спостереження у Непалі, але його не реєстрували там з 19 століття. Птах був завезений на Реюньйон приблизно в 1850 році та на Маврикій приблизно в 1860 році, але на Маврикії цей вид зараз локально вимер.
Мешкає в сухих місцевостях із чагарниковим або кам'янистим покривом, у середовищах проживання від тонких луків до густих листяних лісів. Він трапляється на висоті до 1200 м, а у Західних Гатах і на півдні Індії піднімається на висоти до 1500 м.

## Підвиди
Існує п'ять визнаних підвидів:
- P. a. asiatica (Latham, 1790): номінальний підвид, зустрічається в північній і центральній Індії.[6]
- P. a. vidali Whistler & Kinnear, 1936: порширений у південно-західній Індії, він має більш червонуватий верх, ніж номінальний підвид, особливо на маківці, і має ширші перегородки на нижній частині у самців.[3]
- P. a. ceylonensis Whistler & Kinnear, 1936: поширений на Шрі-Ланці. Його верхня частина та горло набагато темніші, ніж у інших підвидів, а нижня частина менш сильно контрастує з верхньою частиною.[3]
- P. a. punjaubi Whistler, 1939: устрічається на північному заході Індії. Він блідіший, ніж номінальний підвид, з піщанішим верхом і менш помітними чорними плямами.[3]
- P. a. vellorei Abdulali & Reuben, 1965: в південній Індії.[6]

## Опис
Це невеликий вид перепелів, завдовжки 15–18 см і вагою 57–82 г. Дорослі самці мають тьмяно-коричневу мантію, спину, лопатки та крила з воховими смугами та чорнувато-коричневими плямами. Груди, боки та передня частина черева білуваті з вузькими чорними смугами, тоді як нижня частина живота та криючі покриви підхвістя червонувато-коричневі. Лоб та брови темно-червонувато-коричневі, причому брова стає біло-охристою за оком у напрямку до задньої частини шиї. Верх голови і задня частина шиї темно-рудувато-коричневі з чорнувато-бурими цятками, а вушні раковини темно-коричневі. Підборіддя і горло також темно-червонувато-коричневі і відокремлені від вушних раковин біло-вохристою смужкою на вусах.
Вид демонструє значний статевий диморфізм: самиці мають тьмяну рожево-коричневу нижню частину тіла, більш однорідні та менш смугові крила з меншою кількістю плям і більш тьмяні смуги на вусах. У деяких старших самиць на грудях можуть з'явитися бліді смуги. Дзьоб чорнуватий у дорослих самців і тьмяно-бурувато-сірий у всіх інших опереннях. Ноги від рожевого до тьмяно-червоного кольору і найчервоніші у самців. Райдужка від блідо- до помаранчево-коричневого кольору.